# 小行星5675
小行星5675（5675 Evgenilebedev）是一颗绕太阳运转的小行星，为主小行星带小行星。该小行星于1986年9月7日发现。

## 轨道参数
小行星5675的轨道半长轴为2.3666834 UA，离心率为0.139。